# یواس‌اس ال‌اس‌تی-۲۴۷
یواس‌اس ال‌اس‌تی-۲۴۷ (به انگلیسی: USS LST-247) یک کشتی بود که طول آن ۳۲۸ فوت (۱۰۰ متر) بود. این کشتی در سال ۱۹۴۳ ساخته شد.